# Ayrton Cicilia
Ayrton Andrew Renault Cicilia (ur. 2 marca 2001 w Willemstad) – piłkarz z Bonaire grający na pozycji pomocnika w klubie SV Real Rincon oraz reprezentacji Bonaire. W przeszłości grał również w klubie SV Vespo i Spartaan'20. W reprezentacji zadebiutował 9 września 2018 w meczu z Dominikaną. Pierwszą bramkę zdobył 13 października 2019 przeciwko Brytyjskim Wyspom Dziewiczym.